# 亚略巴古讲道

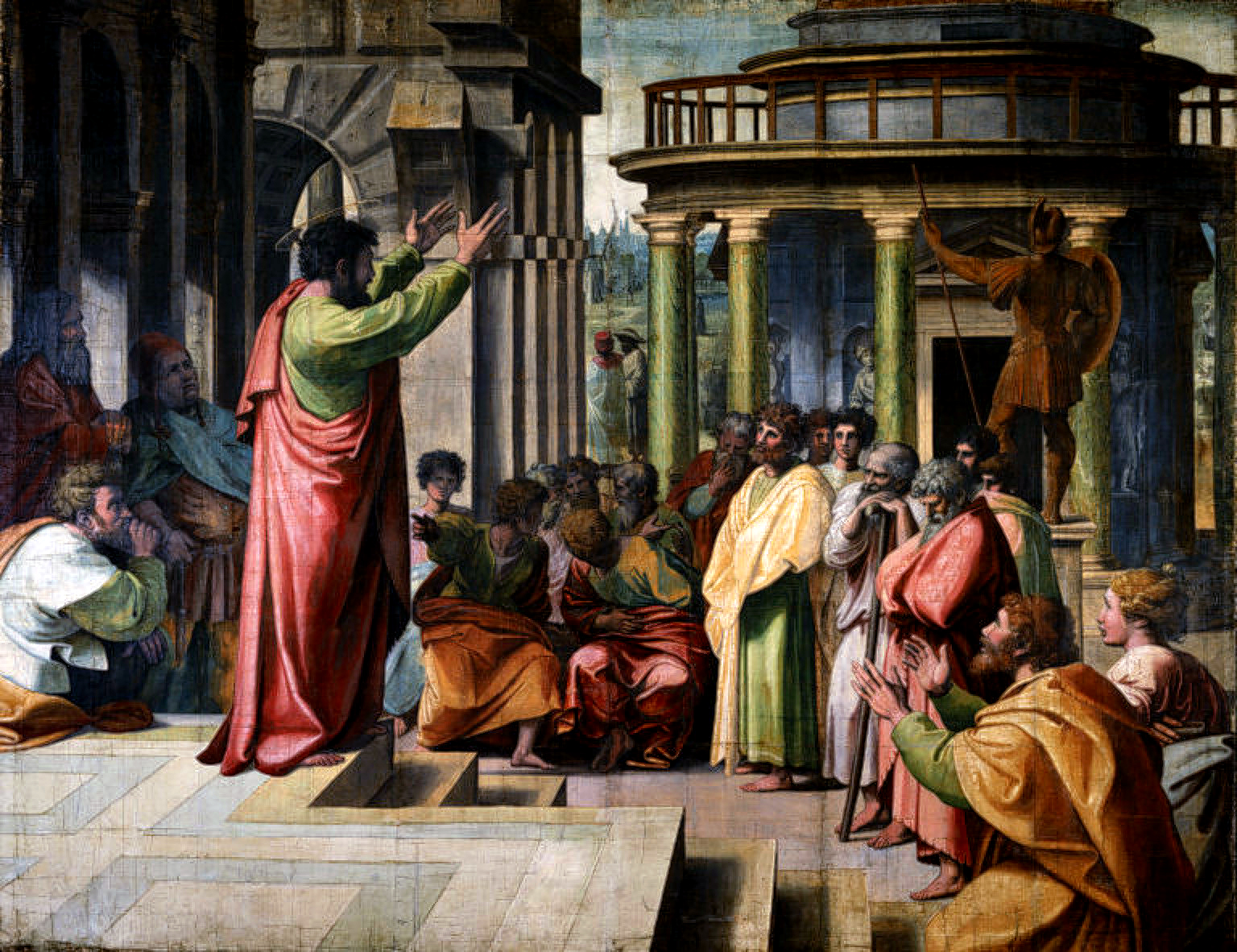
《亚略巴古讲道》，拉斐尔，1515年

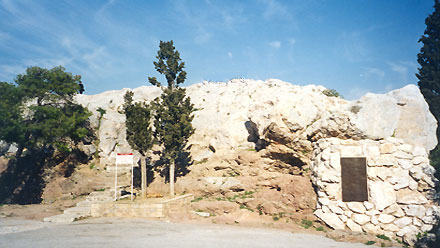
记载使徒保罗在希腊雅典的亚略巴古讲道的牌匾

亚略巴古讲道（英語：Areopagus sermon）指使徒保罗在雅典的亚略巴古的一次讲道，记载于《使徒行傳》第17章第16节至第34节参。
亚略巴古讲道是在《使徒行传》中所记载的使徒保罗的传道生涯中，最引人注目和最充分的言论，继在路司得一次较短的讲论之后使徒行传 14章15–17节。
这次讲道的背景是保罗在雅典看见满城都是偶像，“他里面的灵就受到激愤”，于是前往当地的犹太会堂和市场辩论，抨击偶像。一些希腊人将他带到亚略巴古，雅典的高等法庭，为自己解释。亚略巴古的字面意义是“阿瑞斯的岩石”，是一个寺庙，文化设施的中心和高等法院。由于在雅典宣传外国的神是非法的，所以保罗的讲道，其实是一种“客座讲座”和审判的结合。
这次讲道解决五个重主要问题：
- 导言：异教徒崇拜的无知。 （第17章第23-24节）
- 独一的造物主是敬拜的对象。 （第25-26节）
- 神与人的关系。 （第26-27节）
- 崇拜金、银、石头的偶像是虚假的。 （第28-29节）
- 结论：到了结束无知的时候。 （第30-31节）

这次讲道是尝试解释基督的本性的开始，也是一个基督教发展的早期步。
保罗开始于强调需要认识，而不是崇拜未识之神：

我经过各处的时候，仔细观看你们所敬拜的，遇见一座坛，上面写着：给未识之神。你们所不认识而敬拜的，我现在传给你们。 

然后保罗解释了复活和救赎等概念，实际上是今后基督教讨论的序幕。
根据使徒行传的记载，在这次讲道之后，亚略巴古的成员之一，大法官丢尼修（Dionysius the Areopagite），成为保罗的追随者。
在20世纪，教宗若望保禄二世将现代媒体比喻为“新亚略巴古”，基督教思想需要在那里重新得到解释和辩护，以抵挡怀疑和金银的偶像。